# Гріншпун Ізакін Абрамович
Грі́ншпун Іза́кін Абра́мович (нар. 9 (22) грудня 1912, Одеса — 14 квітня 1981, Ленінград) — радянський театральний режисер, заслужений діяч мистецтв УРСР.

## Життєпис
У 1934 р. закінчив Харківську студію сценічних мистецтв, Учень І. Мар'яненка.
Перший режисер Одеського театру музичної комедії, працював у ньому з перервою у 1947—1962 р. (до 1954 р. — у Львові).
У 1962—1965 рр. працював в Одеському російському драмаитичному театрі.
Від 1965 р. жив і працював у Ленінграді. Викладав у Ленінградському державному інституті театра, музики і кінематографії.
Заслужений діяч мистецтв УРСР (1958).
Син Юлій Гріншпун — театральний режисер.